# Репета Олександр Матвійович
Олександр Матвійович Репета — український радянський діяч, секретар Волинського обласного комітету КП(б)У.

## Біографія
Член ВКП(б).
У 1944 (затверджений в березні 1945) — березні 1948 року — завідувач відділу шкіл Волинського обласного комітету КП(б)У.
У березні 1948 — лютому 1951 року — секретар Волинського обласного комітету КП(б)У із пропаганди та агітації.
З лютого 1951 року — заступник начальника політичного відділу Головного управління будівництва Південно-Українського і Північно-Кримського каналів «Укрводбуду» із пропаганди та агітації.
Подальша доля невідома.

## Нагороди та відзнаки
- ордени
- медаль «За трудову доблесть» (23.01.1948)
- медалі